# Амар V Салім
Амар V Салім (Салум, Салам) уль Мухаммад (араб. أعمر سالم ولد محمد لحبيب; д/н — 14 вересня 1893) — 18-й емір Трарзи в 1887—1893 роках.

## Життєпис
Походив з арабської династії ульд-ахмед ібн даман, гілки ульд-аль-шеркі. Син еміра Мухаммада III та Фатьми, доньки Мухаммада, шейха клану ульд-даман. Про молоді роки обмаль відомостей.
1871 року підтримав заколот старшого рідного брата Ахмеда Саліма проти зведеного брата — Сіді-Мбаїріки. Але нічого невідомо про його участь у боротьбі проти претендента Алі Діомбота. Після перемоги останнього 1873 року зберіг життя та свободу.
У жовтні 1886 року після вбивства еміра Алі III за підтримки вуйка Мухтара, шейха клану ульд-даман, виступив проти небожа Мухаммада IV, що оголосив себе еміром. Після низки успіхів у грудні того ж року здобув рішучу перемогу, але не зміг схопити еміра. Тому запропонував зустрітися неподалік від Дагани, де наказав вбити небожа. Оголосив себе новим еміром.
В своїй політиці спирався на клан матері ульд-даман, що викликало невдоволення представників династії ульд-ахмед бен даман. Втім спирався на підтримку французів з Сенегальської колонії. Останнім надав допомогу в боротьбі проти Імперії тукулерів та Бакара, еміра Таганти. Отримав на це кошти та зброю. Втім походи проти тукулерів й таганти не були успішними.
1887 року уклав угоду з французами щодо збільшення щорічного внесни гвінейської тканини (забарвлена в індіго) до 1500 частин. Натомість дозволив вільну торгівлю гуаміарабіком.
У 1891 року виникла загроза з боку небожа Ахмеда Саліма ульд Алі. що вирушив до сенегальського губернатора Анрі-Фелікса де Ламота з прохання сприяти захопленню трона в обмін на визнання Трарзою французького протекторату. Злякавшись, Амар V Салім також звернувся до французів з пропозицією встановлення протекторату. Для вирішення цього питання де Ламот запросив еміра та Ахмеда Саліма до Ришар-Толя в Ваало, але Амар V через підступність візира Хаярума ульд Мухтар Сіді не прибув на зустріч. Тоді губернатор оголосив про невизнання Амара V Саліма еміром Трарзи, підтримавши Ахмеда Саліма.
За цим Ахмед Салім виступив проти еміра. На бік претенда перейшов клан ульд-ахмед. також його таємно підтримував візир Хаярума. Але Амар V Салім чинив запекли спротив до вересня 1893 року, коли був відтіснений до атлантичного узбережжя. зазнавши остаточної поразки він спробував втекти до Марокко, але був схоплений біля Джіуа й страчений у вересні 1893 року. Новим еміром затвердився Ахмед Салім II.